# Марко Санудо
Марко Санудо (око 1153 – између 1220. и 1230., највероватније 1227) био је творац и први војвода Архипелага, на италијанском: „војвода Егејског мора и краљ Кандије, барон острва Наксос, Парио, Мило, Марине и Андри,, војводство које је Венецијанска Република доделила њему и свим његовим потомцима, након Четвртог крсташког рата његова лоза је добила име Санудо де Кандиа.
По мајци нећак венецијанског дужда Енрика Дандола, био је учесник Четвртог крсташког рата (1204). Учествовао је у преговорима када је Република Венеција купила острво Крит од краља Бонифација од Монферата.
Између 1205. и 1207. или нешто после 1213-1214. године, према изворима, он је окупио флоту и заузео острво Наксос, постављајући темеље Војводства Архипелага. Саградио је нови главни град на острву, Кастро (сада главна лука). Током своје владавине спојио је византијске и млетачке организације.
Постао је вазал латинског цара Хенрика од Фландрије око 1210. или 1216. године. За свог господара, борио се против Никејског царства. Али за Венецију је учествовао у критској експедицији 1211. године.

## Биографија
Марко је био нећак млетачког дужда Енрика Дандола и један од учесника Четвртог крсташког рата. Тачна година његовог рођења није позната. Према неким историчарима, рођен је око 1153. године. У историјским изворима први пут се јавља око 1176-1177. година. Под командом млетачког дужда Себастијана Зјанија, Марко је учествовао у поморском нападу на бургундског војводу Отона I, сина Фридриха Барбаросе. Узео је учешћа у Четвртом крсташком рату, учествујући у опсадама Задра и Цариграда. Његово име се, међутим, не среће међу именима команданата галија. Вероватно је ратовао на галијама којима је командовао један од његове браће (Бернардо или Лунардо) или његов ујак Енрико Дандоло.
Марко се истиче након пада Византије и оснивања низа крсташких држава на њеној територији. Он је 1207. године на челу осам млетачких галија стигао на острво Наксос и освојио га за неколико недеља, упркос отпору Грка и ђеновљанских гусара. Марко оснива Војводство Наксос (познато и као Егејско или Архипелашко војводство) и прогласио је независност од Хенрика Фландријског, латинског цара. За главни град војводства Марко је изабрао Наксос, где је отпочео са изградњом велике тврђаве. Санудо наставља са поморским нападима и осваја сва велика острва Киклада - Наксос, Парос, Антипарос, Сифнос, Катнос, Иос, Аморгос, Кимолос, Сикинос, Сирос, Фолегандрос, Милос. Ова острва дао је на управу својим рођацима и другим млетачким племићима који су учествовали у Четвртом крсташком рату. Његов рођак Марино Дандоло постао је владар Андроса, браћа Андреј и Јеремија Гизи владари Тиноса, Миконода и Спорада, Пјетро Јустинијани и Доминико Микели деле Серифос и Кеју, Јакобо Барози постаје владар Санторинија, Леонардо Фосколо Анапана и Анафена. Неки су били подређени латинском цару, а неки самом Марку. Хенрик Фландријски је 1210. године прогласио Сануда наследним владаром Архипелашког војводства. Марко је војводством владао следећих 20 година, оснивајући династију Санудо.
На Кандији (Криту) је 1212. године избио устанак локалног грчког становништва против млетачке владавине. Ускоро је побуна захватила велике делове источног Крита. Локалном владару помоћ је пружио Марко Санудо. Војвода је, међутим, убрзо променио став и одлучио да острво освоји за себе. Окреће се против Ђакома Тјепола који је управљао острвом. Санудо је уз помоћ локалног становништва и архонта Севастија Скордилидиса освојио тврђаву Кандију. Тјеполо је принуђен да се, прерушен у жену, спаси бекством у тврђаву Теменос. Убрзо је напустио острво.
Следеће, 1213. године, флота Марка Сануда напала је византијску луку Смирну у Малој Азији, у знак подршке Хенрику Фландријском. Латински цар је у то време ратовао са Никејским царством. Иако су Млечани за кратко време успели да освоје град и његову околину, никејски цар Теодор I Ласкарис је са 30 бродова уништио флоту Сануда, а сам војвода је заробљен. Санудо успева да стекне наклоност Ласкариса који му даје своју сестру за жену. Године 1214. закључен је мир између латинског и никејског цара, утврђен браком нећаке Хенрика Фландријског и Теодора Ласкариса.
Марко је умро 1227. године, две године након што је Отон де ла Рош дошао у Атинско војводство, три године пре уништења Солунске краљевине и мало пре смрти Жофроа I Вилердена, кнеза Ахаје. Према Вилијаму Милеру, Марко је оженио Ласкарину, односно припадницу ове никејске породице, могуће Теодорову сестру (према неким италијанским изворима). Михаило Димитрије Стурдза одбацује овакву претпоставку услед недостатка потврде у грчким изворима. Марко је имао једног сина, Анђела Сануда, који га је наследио на престолу (1227—1262).

### Породица и младост
Породица Санудо можда потиче из Ераклеје где су преци Марка Сануда били оптужени. Породица је дошла на венецијанска острва почетком 9. века након што је њихов град уништен. Породица се можда неко време звала Кандијано и под тим именом давала дуждове Граду: Пјетро I Кандијано (887), Пјетро II Кандијано (932–939), Пјетро III Кандијано Кануто (бледа коса) или Сануто (мудри) ( 942–959), Пиетро IV Кандиано (959–976) и Витале Кандиано (978–979). Последњи Кандијани (11. век) је можда покушао да преузме власт у Републици и задржи је наследно у својој породици. Тако дискредитовано, име је нестало, а после постоји само породица Санудо. Напомена: Кандиано потиче од Кандије, како се Крит звао на венецијанском, па "Кандиано" значи "Крићанин", као "Наполитано" значи "Наполитанац".
Четири генерације после Пјетра IV, Марко Санудо је забележен (друга половина 11. века) као „саветник“ и „капетан“. Он је такође могао бити амбасадор у Цариграду где је можда преговарао да византијски цар призна доминацију Венеције над Далмацијом и Хрватском око 1084-1085. Тада је можда изградио бројна пријатељства и односе у Грчкој и око Егејског мора. Тада је добио надимак Костантинополитани („Константинопољац“). Имао је сина Пјетра, за кога знамо само да је оженио сестру Енрика Дандола. Пјетро и Забарела су имали најмање три сина: Марка, Бернарда и Лунарда.
Бернардо Санудо је, као младић, био међу изборницима дужда Енрика Дандола 1192. године, Лунардо је био један од официра који су командовали млетачком флотом која је напала Абидос 1196. године, Лунардо, или према другим венецијанским хроникама, Бернардо, био је капетан деле Нави ( Заповедник дела млетачке флоте) за дужда Енрика Дандола приликом освајања Цариграда 1204. године.
Датум рођења Марка Сануда није познат. Често се одузима тако што се извлачи његова вероватна старост у тренутку његове вероватне смрти. Према Пере Саулгеру, он би 1220. године имао 67 година. Можда је рођен око 1153. године. Први пут се помиње у средњовековним хроникама на венецијанским галијама око 1176-1177 када се 30 галија из Венеције, под командом дужда Себастијана Зианија, сукобило са 75 галија којима је командовао Отон I, гроф Бургундски, син Фридриха I, цара Светог римског царства. Али историјско постојање ове битке није сигурно.
Дакле, прва сигурна чињеница која се зна о Марку Сануду је да је учествовао у Четвртом крсташком рату. Био је познат по својој храбрости, али без других детаља, приликом заузимања Задра и Цариграда. Али, његово име није међу официрима који командују галијама. Вероватно је био на галији којом је командовао један од његове браће (Бернардо или Лунардо) или његов ујак дужд Енрико Дандоло.

### Освајање Киклада

#### Киклади на почетку XIII века
После цара Ираклија, Византијско царство је организовано у Темама. У 10. веку настала је тема Егејског мора (tò théma toû Aiyaíou Pelágous) којим је владао адмирал (друнгарије). Укључује Кикладе, Спораде, Хиос, Лезбос и Лемнос. Али брзо, централна власт више није била способна да контролише ове мале и раштркане земље. Почетком XIII века она је потпуно одустала од саме идеје. Чини се да је Кикладима тада са Родоса могао владати бивши византијски државни службеник Лав Габала, самозвани "Цезар" и "Господар Родоса и Киклада". Али чак ни он није могао да наплати порез, углавном због Ђеновљана и турских гусара.
У то време, становници су напуштали села поред мора да би створили нова у планинама, као што су села на висоравни Трагеа на Наксосу.

#### Такмичење између Венеције и Ђенове
После 11. века, италијански трговачки градови, углавном Република Венеција и Република Ђенова, развили су своју трговину са Оријентом, углавном Константинопољем и Египтом, прве етапе пута свиле. Трговачки путеви оба града били су готово идентични. Венецијански бродови јурили су дуж источне обале Јадранског мора са заустављањима у Задру, Дирахијуму и Крфу, затим око Пелопонеза са Короном и Егејским морем и Кикладима са заустављањима у Наксосу, Еубеји и Солуну до Константинопоља, или преко Крита, Александрије и Сирије. у Египат. Ђеновски бродови су јурили дуж западне обале Италије, прешли Месински мореуз, затим Отрантски мореуз до Крфа, око Пелопонеза заустављајући се у Монемвасији, уз Егејско море и Кикладе са заустављањем на Хиосу до Константинопоља или преко Милоса, Наксоса и Аморгоса до Египат и Сирија. Тако су се градови такмичили да контролишу места заустављања.
Конкуренција је порасла у 12. веку. Венеција је обезбедила привилегије од цара Исака II Анђела. Његов наследник цар Алексије III Анђел је негодовао над млетачком контролом византијске трговине. Покушао је да да више простора Ђенови, као и Пизи (да избегне да Ђенови да сву моћ). Тако је ђеновљанска морнарица сломила саме пирате које је Република створила да осакати венецијанску (и византијску) трговину. Ђеновски округ у Цариграду се увећао 1201. године. Пизански утицај је порастао у Солуну. Венеција их није могла пустити без борбе. Када је принц Алексије Анђел замолио крсташе да му помогну да постане цар, они нису могли да одбију. Нови цар, који је свој престо добио од крсташа и Венеције, био је оно што је граду било потребно да поврати своју трговачку моћ у Византијском царству.

#### Четврти крсташки рат
У јулу 1203. године крсташи су заузели Цариград и поставили Алексија IV Анђела на престо, као што су обећали. Али, пожар у августу га је срушио. Непријатељство између крсташа и становника Цариграда такође је расло. Избиле су борбе између крсташа и трупа Алексија V Дуке.
Коначно, 13. априла 1204. године, крсташи, или како су их звали "Латини" или "Франци", поново су заузели Цариград и поделили освојено Византијско царство. Уговор Partitio terrarum imperii Romaniae је вероватно састављена у јесен 1204. године од стране комисије од 24 особе (12 Млечана, 12 не-Млечана). Једна четвртина припала је Балдуину VI грофу од Еноа, изабраном за латинског цара, три осмине су припале Венецији, а преостале три осмине осталим крсташима. Киклади се као такви нису помињали, за разлику од Спорада или Јонских острва. Помињу се само Андрос и Тинос: један је дат Венецији, а други цару. Историчари су покушали да идентификују остала кикладска острва у тексту, али ништа није заиста убедљиво. Пол Хетерингтон предлаже два једноставна објашњења за одсуство Киклада, чак и оних већих као што је Наксос, у тексту. Уговор је састављен коришћењем византијских пореза из 1203. године, и они се више нису прикупљали на већини острва. Венеција је то такође могла учинити намерно јер је Република једина имала право географско знање о Егеју. Тако је Република држала по страни битне зауставне тачке на својим трговачким путевима.
У освојеном Цариграду, Марко Санудо је постао судија на конзуларном суду (општински судија), а затим је учествовао у преговорима између Венецијанске Републике и Бонифација I, маркиза од Монферата, који су завршени куповином Крита, датог маркизу Бонифацију I, од Венеције. Маркиз Бонифације од Монферата је требало да буде близак Ђеновљанима за Млечане. Дакле, он није изабран за латинског цара и добио је, као надокнаду, Солунско и Критско краљевство. Али Македонија није била освојена, када је латинска царска војска започела освајање, маркиз Бонифације I се побунио, сматрајући да је цар покушавао да му одузме део. Дакле, опседао је Адријанопољ. Дужд Енрико Дандоло је послао дипломатску мисију да уразуми маркиза Бонифација I. Вођа посланства био је Жофроа де Вилардуен, а међу њима је био и Марко Санудо. Главни циљ мисије је био да се избегне да маркиз Бонифације I прода Крит Републици Ђенови, како је најавио. 12. августа 1204. године, потписан је Адријанопољски уговор између маркиза Бонифација I и Венеције. Република је добила острво Крит и гарантовала маркизу Бонифацију I посед Солунског краљевства. Неке средњовековне хронике – после оне дужда Енрика Дандола (1360–1362) – говоре да су овим Адријанопољским уговором изричито дате земље Марку Сануду на Криту. Али оригинални текст, сачуван, не каже тако нешто.

### Стварање Војводства

#### Освајање Наксоса
Република Венеција се плашила да би њен ривал, Република Ђенова, могла да искористи проблематичну ситуацију у источном Медитерану како би  ојачала своје позиције. Венеција је једва могла да купи Крит непосредно пре Ђенове. Већ тада је лигурска република претила свом ривалу ратом ако не напусти велико острво. Рат је био неизбежан и почео је. Почетком 1205. године, стигла је вест у Цариград да је ђеновска флота управо стигла у Егејско море. Марко Санудо, уз благослов ујака дужда Енрика Дандола и латинског цара, наоружао је својим новцем осам галија које су му биле поверене за борбу против Ђеновљана. Сви морнари су били Млечани и дошли су сами по себи.
Да би се постигао овај циљ, контрола Наксоса је била неопходна. Санудова флота се искрцала на југозападу острва, близу Потамида. Локално становништво им се није противило. Главни циљ је била византијска тврђава Апалиру, отприлике три километра у унутрашњости. Чувале су га грчке и ђеновљанске трупе. Према неким изворима, Санудо је буквално спалио своје бродове да би мотивисао своје војнике. Опсада је трајала пет недеља. Заузимање тврђаве дало је Сануду контролу над целим острвом.

#### Политичке потврде
Власти Латинског царства морале су да потврде освајање Марка Сануда. Али, цар Балдуин I је заробљен током битке код Адријанопоља (1205), и касније умире у бугарском заробљеништву, а ујак Марка Сануда, дужд Енрико Дандоло је такође умро у јуну. У Цариграду су га подеста и Веће Млечана уверавали да неће бити проблема. Али, постављен је један услов: Наксос је могао да припадне Венецији тек након Санудове смрти.
У јулу 1205, Санудо је отишао у Венецију, носећи вест о смрти дужда, као и да добије потврду о његовом освајању. Тамо је учествовао у избору новог дужда Пјетра Зианија. Тада је био овлашћен да преузме, као приватно власништво, сва острва Киклада која нису укључена у "Подела земаља". У ствари, ово право је дато свим млетачким грађанима за све византијске земље које нису укључене у "Подела земаља".
У међувремену, Ђеновљани су крочили и утврдили се на Криту и Крфу, претећи млетачкој моћи. Република је наоружала флоту да их протера. Марко Санудо је учествовао у експедицији на Криту јер су Ђеновљани тамо били претња његовом острву. Енрико Пескаторе, који је радио за Ђенову, са флотом која се састојала од осам галија, крочио је на Крит 1206. године. Венецијанска флота је заузела четири ђеновске галије у Спиналонги, а затим је патролирала критским морима, укрцавајући се на све бродове. Али није било покушаја да се пристане и поново заузме острво. На крају кампање, венецијанска флота се вратила кући и Санудо је отпловио у Цариград да добије потврду новог цара (Хенрика I Фландријског) за своје освајање и његов нови пројекат: освајање осталих Киклада.

#### Освајање осталих острва
Овлашћење које су дале млетачке и царске власти дало је идеје другим авантуристима. Нова експедиција, још увек приватно финансирана, испловила је 1206-1207. Те године Марко Санудо је контролисао све Кикладе са својим пратиоцима или рођацима. Његов рођак Марино Дандоло (још један нећак дужда Енрика Дандола) постао је господар Андроса. Остали рођаци, браћа Андреа и Јеремија Гиси постали су господари Тиноса и Миконоса, са феудима на Кеи и Серифосу (такође у Спорадима). Писани су Кеу делили са Гисима и са Микијелима и Гуистинијанима. Жакопо Бароци (из Болоње) узео је Санторини. Анафи је отишао код Леонарда Фоскола. Пјетро Гистијанини и Доменико Микијели добили су по четвртину Серифоса и четвртину Кеа. Марко Санудо је заузео десетак већих острва: Наксос, Парос, Антипарос, Милос, Кимолос, Иос, Аморгос, Сифнос, Сикинос, Сирос, Фолегандрос и Китнос (где су Кастели и Гозадини били његови вазали).[ Неке хронике сугеришу да је он можда већ тада освојио Смирну.
Освајање је изгледа било релативно лако. Нема извештаја о биткама или борбама. Чини се да је све што су освајачи морали да ураде било да се појаве у главној луци неког острва и објаве да преузимају контролу. Историчари предлажу нека објашњења. Први је повезан са несигурношћу коју су изазвали пирати у Егејском мору у то време и само је венецијанска флота била довољно јака да се бори против њих. Мештани нису марили што су нови господари приватна лица, а не капетани у служби Венеције. Боље они него несигурност. Такође, Санудо није отуђио грчку владајућу класу: архонте. Пустио их је да задрже своја имања, своје привилегије и своју веру. Према томе, локално становништво које је контролисала локална владајућа класа није требало ништа да се плаши.

#### Алтернативна хипотеза
Гијом Сен Гијен, у чланку објављеном 2006. године, након што је радио на многим средњовековним хроникама и доказао да нису поуздане, користи документе савременика Марка Сануда. Тако је атински архиепископ Михаило Хонијат, који се склонио од латинских трупа на Кеи, написао крајем 1208. или почетком 1209. године, писмо васељенском патријарху у Константинопољу у којем одбија да преузме упражњено место. седиште епископа Парос-Наксос. Чини се мало вероватним да би склањајући се од Латина из Атине отишао у земље које су Латини освојили на Наксос. У својој песми "Тхеано" пише о грчком отпору Латинима. Читајући тај текст, можемо закључити да острво на коме је живео, Кеа, није било освојено у време када је писао (1212). Он у истој песми предлаже неуспели покушај освајања Киклада 1205. године, али се не помиње Марко Санудо. Тада би могло бити потребно предложити каснији датум за освајање Киклада од стране Млечана.

#### Односи са грчким становништвом
Марко Санудо је био покретач две главне политичке линије свих владара Војводства Архипелага током његовог постојања: независности од Венецијанске Републике и добрих односа са грчким становништвом његових острва.

#### Феудализам на егејским острвима
Године 1210. Марко Санудо је обећао покорност латинском цару Хенрику I који му је доделио титулу вршњака Византијског царства и Војводе Архипелага. Вероватно је управо ово Војводство створило реч „архипелаг“ од венецијанског, деформације грчког назива Егејског мора „Aigaion Pelagos“ (Αιγαιον πελαγος). Том покорношћу, Санудо је изабрао да постане вазал цара како би избегао надлежност пуког гувернера острва у име Венеције. Тако се побринуо да његова освајања постану његова сопствена својина, у замену за уобичајене феудалне обавезе: помоћ и савет.
Тако је феудални систем примењен на егејским острвима. Осим Гисија који су могли бити директни вазали цара, сви Италијани на Кикладима били су вазали војводе Марка I Сануда, који је и сам био вазал цара. Санудо је наградио своје војнике и морнаре који су освојили острва додељивањем витештва и феуда у замену за уобичајене феудалне обавезе: помоћ и савет. Постали су познати као феудати или феудатори, живећи од прихода своје земље. Они су постали нова друштвена елита уз грчке архонте. Када је вест да постоји могућност да се постане витез у Грчкој стигла до других земаља, стигао је нови талас авантуриста из Италије, Француске или Шпаније.
Војвода Марко I Санудо је признао права и тапије на њихову имовину свим грчким архонтима. На Наксосу је за то време познато 56 феуда (τοποι): половина је била у грчким рукама. Чини се да је било довољно незатражене земље и земље одузете из древног византијског јавног власништва да би Санудо дао својим новим вазалима „Францима“ без конфискације грчке имовине. Истовремено, на Криту је Венеција конфисковала имања грчких архоната и на тај начин их отуђила за наредне векове током којих је Република морала да се суочи са бројним побунама. Војвода Марко I Санудо никада није имао проблема са „својим“ мештанима.
„Франачки“ феудални систем је једноставно додат старом византијском административном који су задржали нови господари: древна византијска административна организација је коришћена за нове феудалне порезе и корве, а византијска пољопривредна техника је коришћена на новим феудима. Византијско право је такође коришћено за локално грчко становништво за склапање бракова или имања. Исто је било и за верску организацију: чак и да је католичка хијерархија била на власти, православна хијерархија је и даље постојала (иако без епископа, али са протопапом). А, када католички свештеник није био присутан, мису је служио православни свештеник.
Брзо су се две заједнице све више зближиле. „Племићи“, Италијани као и Грци, говорили су италијански, који су сви Грци звали „Франачки“, а нижи слојеви су говорили мешањем два језика, „италохеленским“. Тако су могли да се разумеју на неком нивоу.

#### Управљање Војводством
Санудо је директно владао Наксосом и Милосем и именовао гувернере на свим осталим острвима. Према речима оца Саулгера, Санудо је створио све институције Војводства, али према Б. Ј. Слоту, нема правих доказа за ту чињеницу. Војвода Марко I Санудо је можда помогао савет (университа) инспирисан венецијанском институцијом. Грци и Латини су били чланови тог савета. Санудо је можда успоставио политичку функцију викарија, који је требало да га замени када је био одсутан (што је било више пута). Постојали су и мега капетани (на грчком), главнокомандујући трупа, благајник, канцелар и судска управа. Војводство је имало и своју валуту: дукат.
Санудо је променио лице самог острва преместивши престоницу (стварни град Наксос или Хора) из унутрашњости на обалу мора, где је и био током антике. Његова лука је била још боља од Потамида. Саградио је бар један мол. Неки извори чак кажу да он повезује копно са острвцем на којем је изграђен храм. Неки кажу да је на средњовековном пристаништу подигнута капела Миртидиотиса на малом острвцу усред луке. На старом акропољу Санудо је саградио свој кастро, своју тврђаву. Обухватала је палату, спољне зидове, тврђаву, готичку капелу (од тада уништену), куће латинских породица и католичку катедралу. Грци су градили своје куће између луке и тврђаве, у предграђима Бургу и Неохорио.
Исто је учинио и на Милосу, где је подигнут нови град за латинске породице на приморју: Апанокастро.

#### Католицизам и Православље
Не-Грка је било врло мало у Санудовом војводству, око 10% становништва „главног острва“ Наксоса, односно око 300 људи. На осталим острвима тај удео је био мањи: не већи од 5%. Дакле, „латинска“ и „грчка“ владајућа класа су се брзо мешале. Штавише, „Латини“ су били готово искључиво мушки и католичке породице нису биле вољне да удају своје ћерке тако далеко. Тако су латински мушки господари нашли жене у Грчкој.

#### Смрт и наслеђе
Војвода Марко I је умро 1227, две године након што је Ото де ла Рош, први војвода Атине, отпутовао у Француску, три године након распада Солунске краљевине, и кратко време пре смрти Жофрија I од Вилардуена, кнеза од Ахеје. За врло кратко време, цео политички пејзаж франачке Грчке је радикално измењен.

## Брак и деца
Према Вилијаму Милеру, војвода Марко I се оженио ... Ласкараином, женом из породице Ласкарис. Милер ју је идентификовао као сестру Константина Ласкариса и цара Теодора I Ласкариса. Ову теорију је засновао на сопственом тумачењу италијанских хроника. „Историјски и генеалошки речник великих породица Грчке, Албаније и Цариграда“ (1983) Михаил-Димитри Стурдза одбацио је теорију засновану на ћутању византијских примарних извора.
У сваком случају, војвода Марко I је имао једног познатог сина: Анђела Сануда. Марино Сануто Старији се сматра потомком, али његова тачна линија није позната.